# Henryk-Kupiszewski-Preis
Der Henryk-Kupiszewski-Preis wird unter diesem Namen seit 1996 als Premio speciale im Rahmen des Premio romanistico internazionale Gérard Boulvert für ein monographisches Erstlingswerk im Bereich des römischen Rechts und der klassischen antiken Rechte verliehen. Die Auszeichnung wurde erstmals im Rahmen des zweiten Premio Boulvert 1993 vom Centro romanistico internazionale Copanello (Catanzaro, Italien) gestiftet und anlässlich des dritten Premio Boulvert 1996 dem Andenken an den polnischen Rechtshistoriker Henryk Kupiszewski gewidmet.

## Preisträger
- 1993: Sophie Lafont (La femme dans le droit pénal du Proche-Orient ancien I–II, 1990)
- 1996: Huang Feng (chinesische Übersetzung der Corporis iuris civilis fragmenta selecta, 1992–1994)
- 1998: Simon Corcoran (The Empire of the Tetrarchs. Imperial Pronouncements and Government AD 284–324, Oxford 1996)
- 2001: Richard Gamauf (Ad statuam licet confugere. Untersuchungen zum Asylrecht im römischen Prinzipat, Frankfurt am Main 1999)
- 2004: Constantin Vlahos (La preposition 'pro' dans le discours de la jurisprudence classique: un outil linguistique au service de l'ars boni et aequi, 2002)
- 2007: Dominique Hiebel (Rôles institutionnel et politique de la contio sous la République romaine, 287 av. J.-C. – 49 av. J.-C., Paris 2004)
- 2010: Andreas Victor Walser (Bauern und Zinsnehmer. Politik, Recht und Wirtschaft im frühhellenistischen Ephesos, München 2008)
- 2013: Tom Walter (Die Funktionen der actio depositi, Berlin 2012)
- 2016: Roland Färber (Römische Gerichtsorte. Räumliche Dynamiken von Jurisdiktion im Imperium Romanum, München 2014)
- 2019: Lisa Isola (Venire contra factum proprium. Herkunft und Grundlagen eines sprichwörtlichen Rechtsprinzips, Frankfurt am Main 2017)
- 2022: Paola Pasquino (‘Sed voluntariam’. Ricerche in tema di ‘iurisdictio’, Neapel 2020)